# ジェイレン・ブラウン
ジェイレン・マーセレス・ブラウン（Jaylen Marselles Brown, 1996年10月24日 - ）は、アメリカ合衆国ジョージア州マリエッタ出身のプロバスケットボール選手。NBAのボストン・セルティックスに所属している。ポジションはシューティングガードとスモールフォワードを兼任するスウィングマン。

## 経歴

### 生い立ち

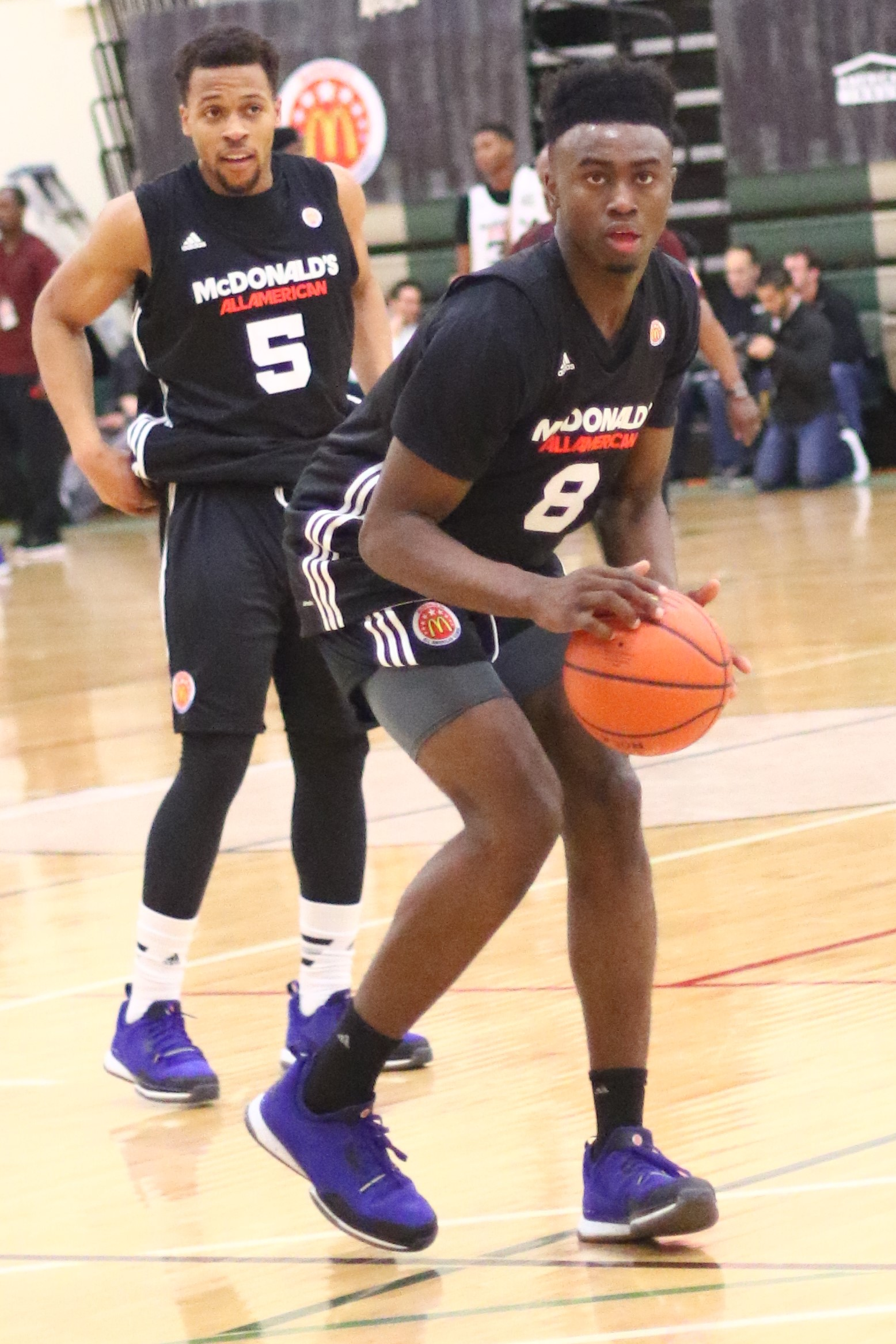
2015年

ジョージア州マリエッタのジョセフ・ウィーラー高等学校在学中から、全米級の選手として名を馳せ、同高校を州王者に導き、2015年のマクドナルド・オール・アメリカンゲームに出場した。ベン・シモンズに匹敵する実力者として注目された。大学はカリフォルニア大学バークレー校に進学。1年生ながら先発で起用され、34試合の出場で、平均14.6得点、5.4リバウンド、2.0アシストを記録し、Pac-12 のファーストチームとフレッシュマン賞を受賞した。
ブラウンは、大学で1年間プレーしただけで2016年のNBAドラフトにアーリーエントリーを表明。全体3位という高評価を受けてボストン・セルティックスから指名された。

### ボストン・セルティックス

#### 2016-17シーズン

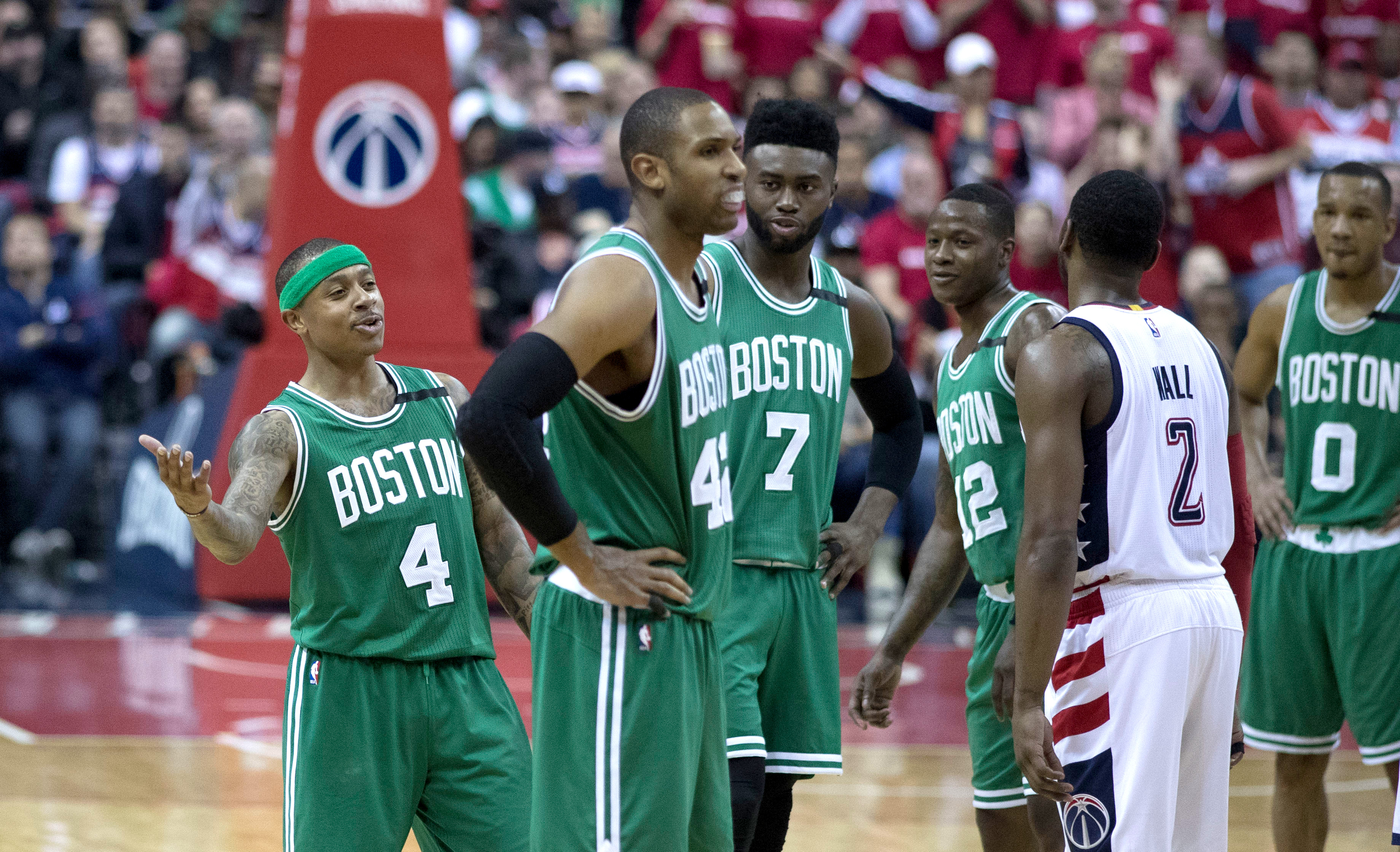
2017年のブラウンやアイザイア・トーマス、アル・ホーフォード

1年目の2016-17シーズンはジェー・クラウダーの控えとして78試合で平均17.5分、6.6得点、2.8リバウンド、0.8アシスト、0.4スティールの成績を記録した。

#### 2017-18シーズン

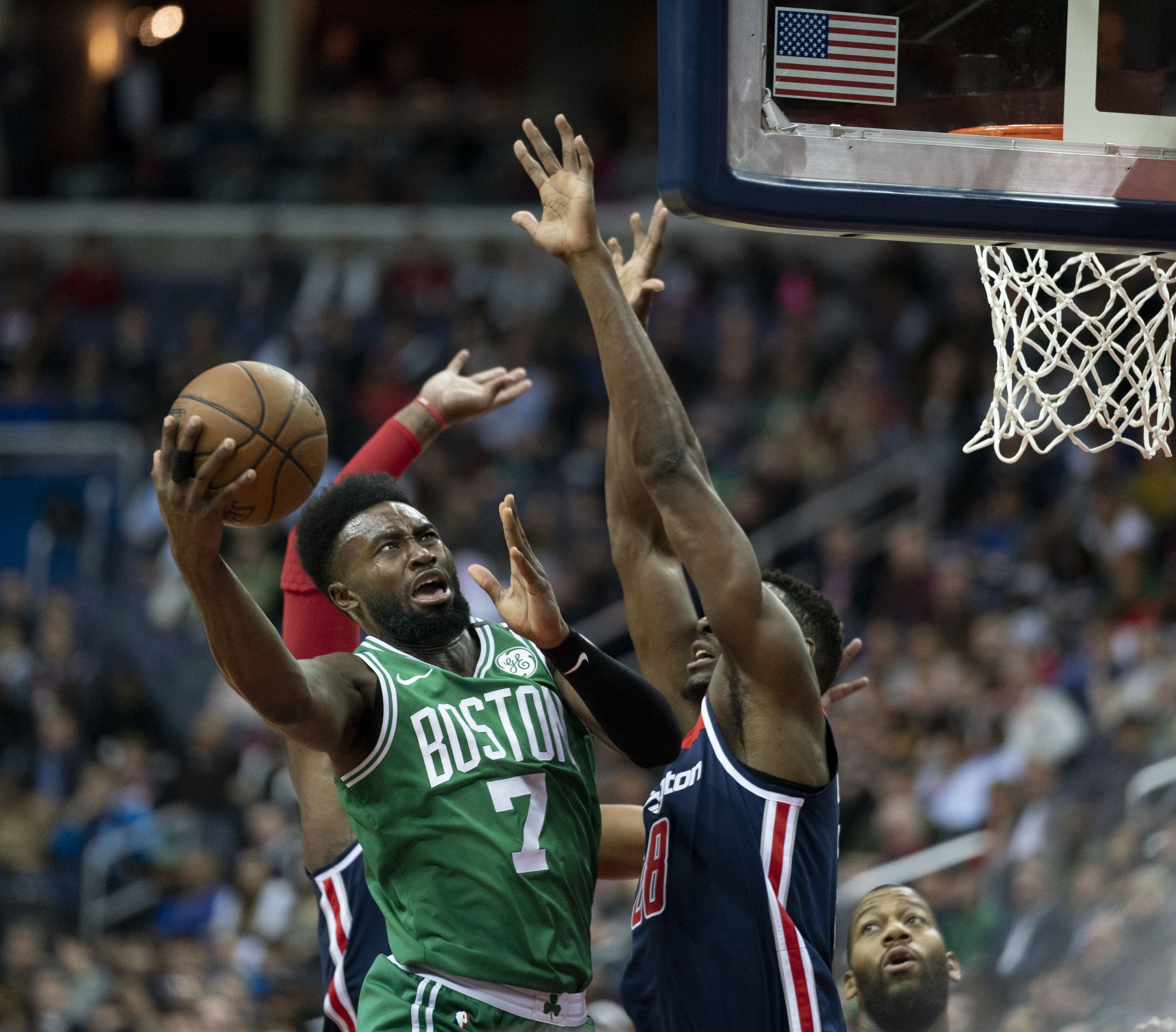
2018年のブラウン

2年目の2017-18シーズンは新人スモールフォワードのジェイソン・テイタムの台頭によりシューティングガードとして出場した。2017年10月18日、開幕戦のクリーブランド・キャバリアーズ戦でキャリアハイの25得点を記録した。2017年11月18日に行われたアトランタ・ホークス戦でキャリア・ハイとなる27得点を記録し、試合はセルティックスが110-99で勝利し連勝を15に伸ばした。2018年3月8日のミネソタ・ティンバーウルブズ戦でダンクを決めた後に勢い余って手が離れてしまい、後頭部をフロアに打ち付け脳震盪と診断された。2週間（6試合）の離脱の後3月25日のサクラメント・キングス戦で復帰し19得点を記録し、セルティックスが104-93で勝利した。4月6日に行われたシカゴ・ブルズ戦でキャリア・ハイとなる32得点を記録し、試合はセルティックスが111-104で勝利した。4月17日のプレーオフ1回戦、対ミルウォーキー・バックスの2戦目でプレーオフでのキャリア・ハイとなる30得点を記録し、試合は120-106で勝利した。第4戦では34得点を記録したが107-102で敗れた。第7戦で右ハムストリングを負傷して途中退場し、フィラデルフィア・セブンティシクサーズとのカンファレンス準決勝第1戦を欠場し し、残りの4試合も出場時間を少なめに抑えた。

#### 2019-20シーズン
2019年10月22日、セルティックスと4年総額1億1500万ドルで契約延長した。

#### 2020-21シーズン
2020年12月30日、メンフィス・グリズリーズ戦にてキャリアハイの42得点、5リバウンド、4アシストを記録し、チームは126-107で勝利した。
2021年2月24日、自身初のオールスターゲームに選出された。同年4月15日のロサンゼルス・レイカーズ戦にて、40得点を記録した。キャリアベストシーズンを送っていたが、レギュラーシーズン終盤に左手首の靭帯損傷で手術を受けなければならなかったため、残りの4試合は欠場となり、プレーオフも全試合欠場となった。

#### 2021-22シーズン以降
2022年1月2日、オーランド・マジックとの対戦でキャリアハイを更新する50得点を記録した。
2023年7月、5年総額で約3億400万ドルと、この時点までのNBA最高金額でチームとの契約を延長した。
2023-24シーズン、イースタン・カンファレンス決勝、インディアナ・ペイサーズとの第2戦でプレーオフキャリアハイに並ぶ40得点を記録して勝利に貢献した。カンファレンス決勝では合計4試合で1試合平均29.8得点、5.0リバウンド、3.0アシスト、2.0スティールを記録するなど、チームのファイナル進出に貢献し、イースタン・カンファレンス決勝のMVPに選出された。同年シーズン、ダラス・マーベリックスとのファイナルで5試合平均20.8得点、5.4リバウンド、5.0アシストを記録するなど、自身初のNBAチャンピオンとファイナルMVPを獲得した。

## プレースタイル
ディフェンスでは、基本的に相手エースをマークする役割を担っている。DIFF（ある選手がDFした選手のシーズン平均FG%とDFG%の差）3P △5.0%、2P △4.9%とマークされた相手はFG%を平均よりも5%落としている。ボールを奪うディフェンスではなく、シュートを落とさせるディフェンスを行う。

## 個人成績

### NBA

#### レギュラーシーズン
| シーズン     | チーム       | GP  | GS  | MPG  | FG%  | 3P%  | FT%  | RPG | APG | SPG | BPG | PPG  |
| ------------ | ------------ | --- | --- | ---- | ---- | ---- | ---- | --- | --- | --- | --- | ---- |
| 2016–17      | BOS          | 78  | 20  | 17.2 | .454 | .341 | .685 | 2.8 | .8  | .4  | .2  | 6.6  |
| 2017–18      | BOS          | 70  | 70  | 30.7 | .465 | .395 | .644 | 4.9 | 1.6 | 1.0 | .4  | 14.5 |
| 2018–19      | BOS          | 74  | 25  | 25.9 | .465 | .344 | .658 | 4.2 | 1.4 | .9  | .4  | 13.0 |
| 2019–20      | BOS          | 57  | 57  | 33.9 | .481 | .382 | .724 | 6.4 | 2.1 | 1.1 | .4  | 20.3 |
| 2020–21      | BOS          | 58  | 58  | 34.5 | .484 | .397 | .764 | 6.0 | 3.4 | 1.2 | .6  | 24.7 |
| 2021–22      | BOS          | 66  | 66  | 33.6 | .473 | .358 | .758 | 6.1 | 3.5 | 1.1 | .3  | 23.6 |
| 2022–23      | BOS          | 67  | 67  | 35.9 | .491 | .335 | .765 | 6.9 | 3.5 | 1.1 | .4  | 26.6 |
| 2023–24      | BOS          | 70  | 70  | 33.5 | .499 | .354 | .703 | 5.5 | 3.6 | 1.2 | .5  | 23.0 |
| 2024–25      | BOS          | 63  | 63  | 34.3 | .463 | .324 | .764 | 5.8 | 4.5 | 1.2 | .3  | 22.2 |
| 通算         | 通算         | 603 | 496 | 30.6 | .478 | .359 | .726 | 5.3 | 2.6 | 1.0 | .4  | 19.0 |
| オールスター | オールスター | 4   | 0   | 19.9 | .642 | .438 | .333 | 6.8 | 2.3 | 1.5 | .0  | 25.3 |

#### プレーオフ
| シーズン | チーム | GP                           | GS                           | MPG                          | FG%                          | 3P%                          | FT%                          | RPG                          | APG                          | SPG                          | BPG                          | PPG                          |                              |
| -------- | ------ | ---------------------------- | ---------------------------- | ---------------------------- | ---------------------------- | ---------------------------- | ---------------------------- | ---------------------------- | ---------------------------- | ---------------------------- | ---------------------------- | ---------------------------- | ---------------------------- |
| 2017     | BOS    | 17                           | 0                            | 12.6                         | .479                         | .217                         | .667                         | 2.1                          | .8                           | .4                           | .1                           | 5.0                          |                              |
| 2018     | BOS    | 18                           | 15                           | 32.4                         | .466                         | .393                         | .640                         | 4.8                          | 1.4                          | .8                           | .6                           | 18.0                         |                              |
| 2019     | BOS    | 9                            | 9                            | 30.4                         | .506                         | .350                         | .767                         | 5.8                          | 1.1                          | .7                           | .2                           | 13.9                         |                              |
| 2020     | BOS    | 17                           | 17                           | 39.5                         | .476                         | .358                         | .841                         | 7.5                          | 2.3                          | 1.5                          | .5                           | 21.8                         |                              |
| 2021     | BOS    | 左手首の靭帯損傷のため不出場 | 左手首の靭帯損傷のため不出場 | 左手首の靭帯損傷のため不出場 | 左手首の靭帯損傷のため不出場 | 左手首の靭帯損傷のため不出場 | 左手首の靭帯損傷のため不出場 | 左手首の靭帯損傷のため不出場 | 左手首の靭帯損傷のため不出場 | 左手首の靭帯損傷のため不出場 | 左手首の靭帯損傷のため不出場 | 左手首の靭帯損傷のため不出場 | 左手首の靭帯損傷のため不出場 |
| 2022     | BOS    | 24                           | 24                           | 38.3                         | .470                         | .373                         | .763                         | 6.9                          | 3.5                          | 1.1                          | .4                           | 23.1                         |                              |
| 2023     | BOS    | 20                           | 20                           | 37.6                         | .496                         | .354                         | .689                         | 5.6                          | 3.4                          | 1.1                          | .4                           | 22.7                         |                              |
| 2024     | BOS    | 19                           | 19                           | 37.2                         | .516                         | .327                         | .660                         | 5.9                          | 3.3                          | 1.2                          | .6                           | 23.9                         |                              |
| 2025     | BOS    | 11                           | 11                           | 36.5                         | .441                         | .333                         | .758                         | 7.1                          | 3.9                          | 1.0                          | .3                           | 22.1                         |                              |
| 通算     | 通算   | 135                          | 115                          | 33.5                         | .482                         | .354                         | .727                         | 5.7                          | 2.6                          | 1.0                          | .4                           | 19.3                         |                              |

### カレッジ
| シーズン | チーム | GP | GS | MPG  | FG%  | 3P%  | FT%  | RPG | APG | SPG | BPG | PPG  |
| -------- | ------ | -- | -- | ---- | ---- | ---- | ---- | --- | --- | --- | --- | ---- |
| 2015-16  | UCB    | 34 | 34 | 27.6 | .431 | .294 | .654 | 5.4 | 2.0 | .8  | .6  | 14.6 |

## 人物
菜食主義者であり、スペイン語の学習、歴史の研究、瞑想、哲学など、さまざまな興味を持っており、他のスポーツではサッカーの大ファンである。また、とても賢く、大学在学中には大学院レベルのコースを受講したりするなど、NBAでプレーするには「頭が良すぎる」と言われ、ドラフト前になると一部のスカウトからブラウンはバスケットボールに飽きて、代わりに他のキャリアを積む道に進むことを選択するのではないかと心配されていた。またこの出来事は、アフリカ系アメリカ人に対する人種的偏見として一部の人に受け止められた。
22歳の時に、NBA選手会最年少で副会長に就任した。また、2018年にはハーバード大学とMITで教育と技術の重要性について講演をしている。